# Tomba dei giganti di Barrancu Mannu

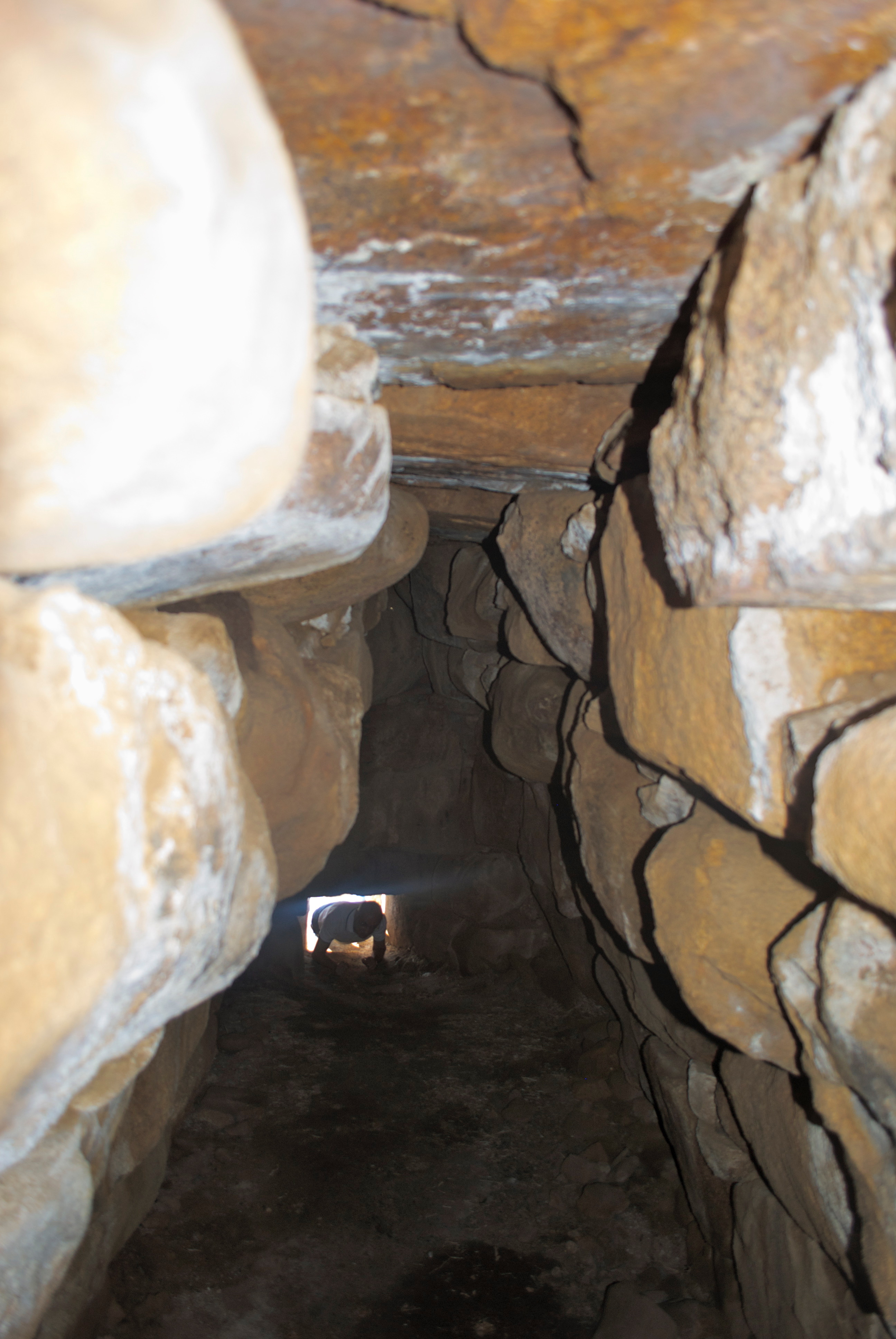
L'interno della tomba.

La tomba dei giganti di Barrancu Mannu (o di Sa Tuaredda) è un sito archeologico di epoca nuragica situato nel comune di Santadi, in provincia del Sud Sardegna.

## Descrizione

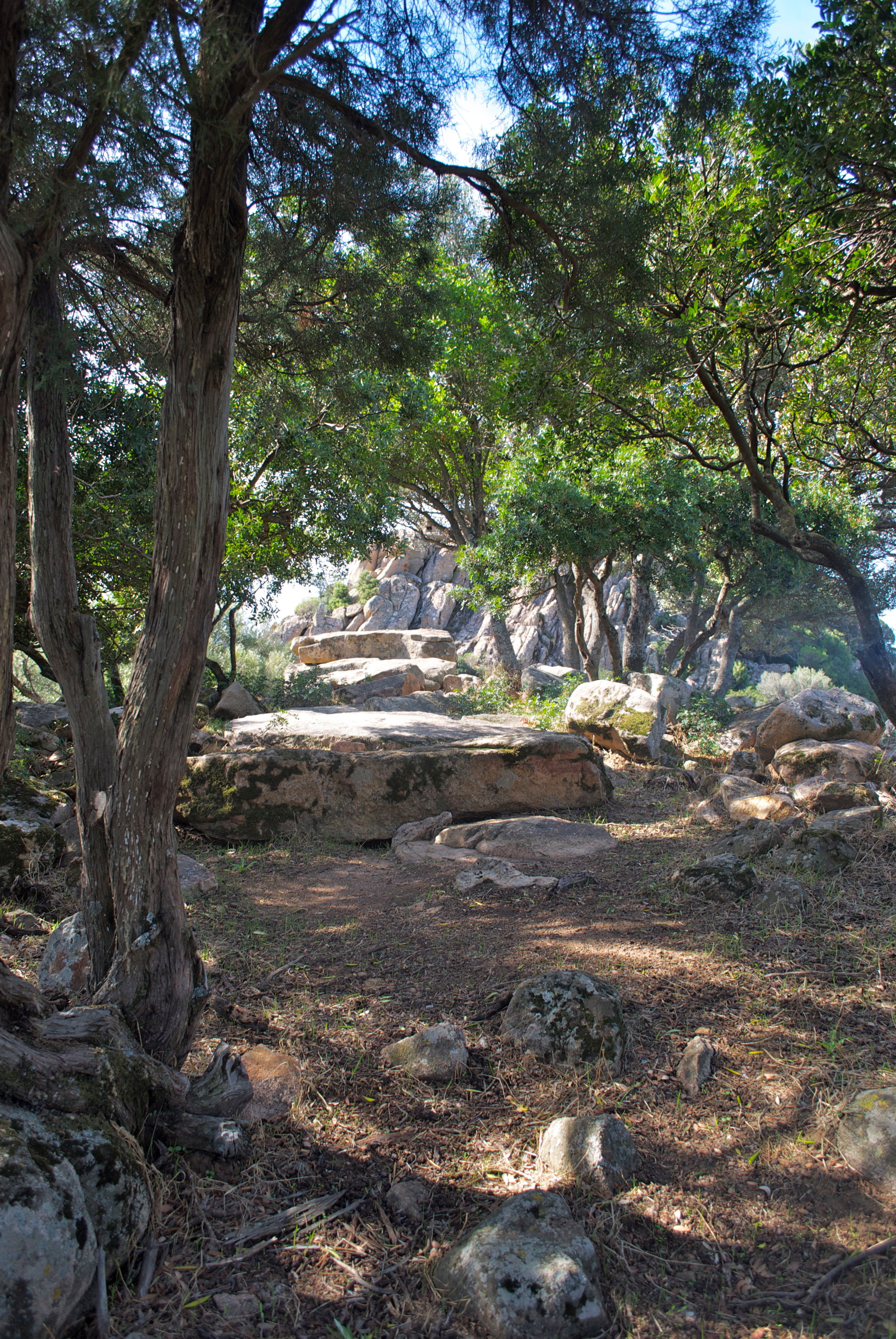
La copertura della camera funeraria, vista dall'esterno.

La tomba, in granito giallo-rosa, è databile al bronzo medio (1300 a.C. circa) ed è composta da un corpo tombale absidato, un corridoio coperto e da una esedra arcuata dove è presente un piccolo pertugio, sormontato da un architrave, con la funzione di ingresso alla tomba.